# جاك باير
جاك باير (بالإنجليزية: Jack Baer)‏ هو لاعب كرة قاعدة أمريكي، ولد في 29 أكتوبر 1914، وتوفي في 9 مارس 2002.